# XO-1 (étoile)
Pour les articles homonymes, voir XO-1 (homonymie).
Désignations
XO-1, formellement nommée Moldoveanu, est une étoile naine jaune de la constellation de la Couronne boréale, autour de laquelle a été découverte le 19 mai 2006 une exoplanète par la méthode des transits. Elle est située à environ ∼ 536 a.l. (∼ 164 pc) de la Terre.